# Chương Cống

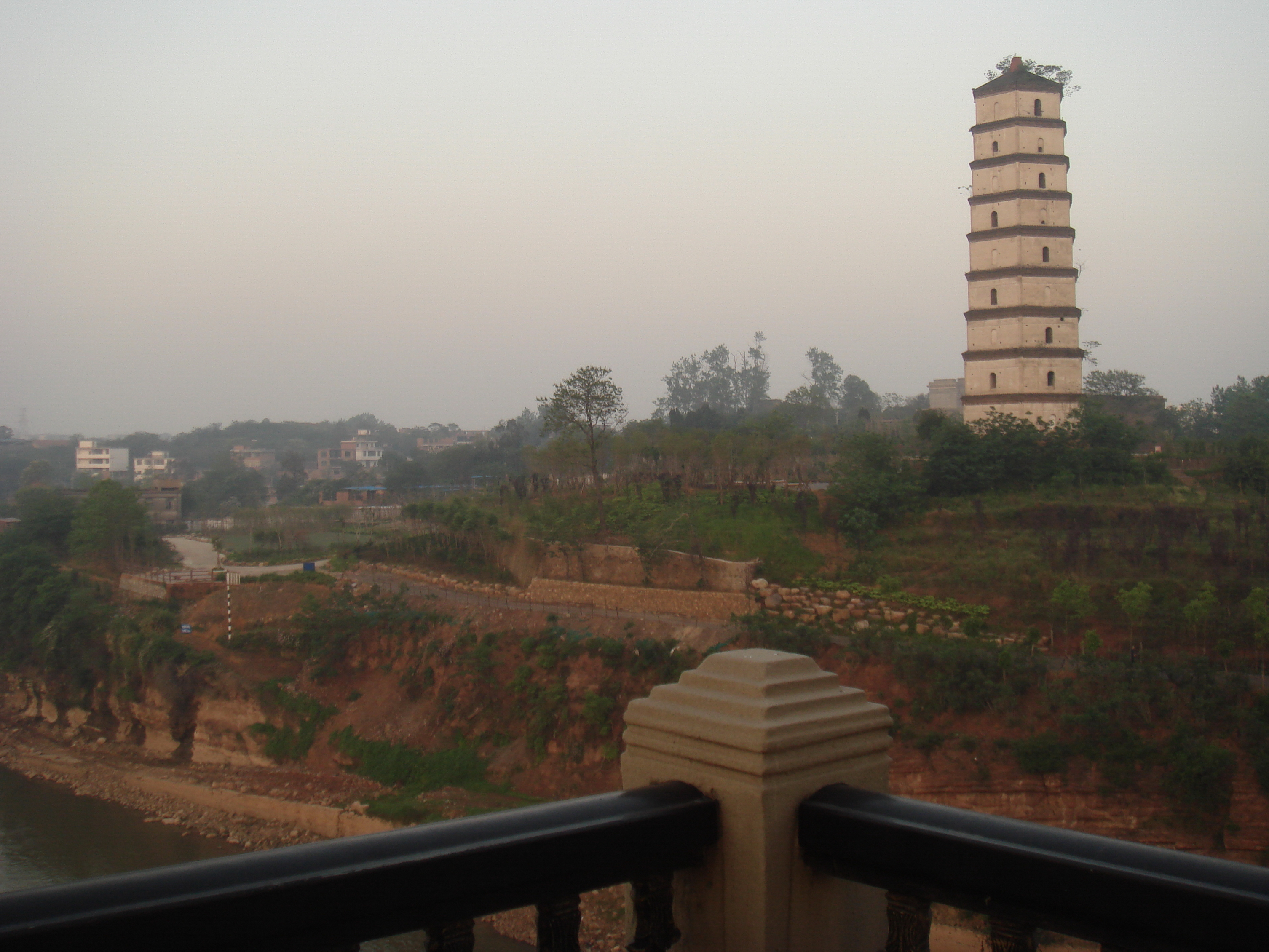
Chương Cống

Chương Cống (tiếng Trung: 章贡区, Hán Việt: Chương Cống khu) là một quận của địa cấp thị Cám Châu (赣州市), tỉnh Giang Tây, Cộng hòa Nhân dân Trung Hoa. Quận này có diện tích 479 km2, dân số năm 2003 là 546.000 người. 

## Hành chính
Chương Cống được chia ra làm 14 đơn vị hành chính cấp hương, gồm 5 nhai đạo, 9 trấn. Ngoài ra quận này còn quản lí 2 đơn vị tương đương cấp hương khác
- Nhai đạo: Giải Phóng (解放街道), Cám Giang (赣江街道), Nam Ngoại (南外街道), Đông Ngoại (东外街道), Hoàng Kim Lĩnh (黄金岭街道)
- Trấn: Sa Thạch (沙石镇), Thủy Đông (水东镇), Thủy Nam (水南镇), Hồ Biên (湖边镇), Sa Hà (沙河镇), Thủy Tây (水西镇), Bàn Long (蟠龙镇), Đàm Khẩu (潭口镇), Đàm Đông (潭东镇)

Đơn vị ngang cấp hương khác
- Khu khai phát kinh tế kĩ thuật Cám Châu (赣州经济技术开发区)
- Khu công nghiệp Sa Hà (沙河工业园)